# Safa Saidani
Safa Saidani (ur. 26 maja 1990 w Bizercie) – tunezyjska tenisistka stołowa, trzykrotna mistrzyni Tunezji 2015 (w singlu, deblu i mikście), uczestniczka igrzysk olimpijskich 2016 w Rio de Janeiro.
W 2019 roku została brązową medalistką rozgrywanych w Rabacie igrzysk afrykańskich, w konkurencji gry drużynowej.